# Anke Grotlüschen
Anke Grotlüschen (* 1969) ist eine deutsche Pädagogin und Erziehungswissenschaftlerin an der Universität Hamburg.

## Leben und Wirken
Grotlüschen studierte von 1988 bis 1991 an der Wirtschaftsakademie Hamburg mit dem Abschluss Betriebswirtin und von 1991 bis 1997 Erziehungswissenschaften mit dem Schwerpunkt Erwachsenenbildung sowie den Nebenfächern Psychologie, Soziologie und Politologie an der Universität Hamburg. Von 1998 bis 2000 war sie als EU-Koordinatorin für ESF-Programme im Berufsfortbildungswerk des DGB GmbH (bfw) Lübeck zuständig, bevor sie wissenschaftliche Mitarbeiterin im Fachbereich Erziehungswissenschaft der Universität Hamburg in der Erwachsenenbildung und Freizeitforschung wurde. Dort promovierte sie 2003 bei Peter Faulstich zum Thema Virtuell und selbstbestimmt? Widerständiges Lernen im Web.
Zwischen 2000 und 2005 übernahm Grotlüschen verschiedene Tätigkeiten und absolvierte Weiterbildungen im Bereich der Medienpädagogik. Danach arbeitete sie als Juniorprofessorin für Lebenslanges Lernen am Institut für Erwachsenen-Bildungsforschung am Fachbereich Erziehungswissenschaften der Universität Bremen. Dort wurde ihr Projekt „Knochen kommt zum Hund“ 2006 vom Stifterverband ausgezeichnet. In ihrer Habilitation schrieb sie über die Entstehung und Genese von Interesse. 2008 wurde sie zuerst Professorin für Erwachsenenbildung in kulturellen und sozialen Kontexten an der Universität Hamburg, bevor sie nach einem Ruf an die Universität Leipzig im Zuge von Bleibeverhandlungen ihre Denomination änderte und Professorin für Lebenslanges Lernen wurde.
Grotlüschens Forschungsschwerpunkte sind Bildungsinteressen, Adressaten- und Interesseforschung, Literalitätsforschung, Lernwiderstände und E-Learning. Weiterhin beschäftigt sie sich mit der Hochschule, insbesondere mit Öffentlicher Wissenschaft, Hochschuldidaktik und Hochschulforschung, sowie dem Weiterbildungssystem, mit besonderer Berücksichtigung von Monitoring, Globalisierung und Weiterbildungsrecht sowie politischer und kultureller Bildung.
Mit der „leo. – Level-One Studie“ 2009–2013 verantwortete Grotlüschen die erste bevölkerungsrepräsentative Studie über Alphabetisierung in Deutschland. An diese schließt die aktuelle Leo-Grundbildungsstudie an. Im März 2017 veranstaltete sie in Kooperation mit Silke Schreiber-Barsch, Christine Zeuner, Sabine Schmidt-Lauff und Hannelore Faulstich-Wieland eine Tagung zu Ehren von Peter Faulstich mit dem Thema „Das Politische in der Erwachsenenbildung“.
Grotlüschen ist verheiratet und lebt in Hamburg.

## Mitgliedschaften in Gremien und Verbänden
- Botschafterin für Alphabetisierung und Grundbildung 2015 des Bundesverbandes Alphabetisierung und Grundbildung e.V.
- Mitglied im wissenschaftlichen Beirat der Dekade für Alphabetisierung und Grundbildung berufen von Bildungsministerin Johanna Wanka
- Mitglied im wissenschaftlichen Beirat des Projekts MENTO – Ausbildung und Implementierung von Lernberaterinnen und Lernmentorinnen und Sensibilisierung arbeitsweltlicher Akteure für Grundbildung und Alphabetisierung in der Arbeitswelt"
- Mitglied im wissenschaftlichen Beirat des Deutschen Volkshochschulverbands
- Mitglied im wissenschaftlichen Beirat des Projektes REACH der Stiftung Lesen
- Mitglied in der Deutschen Gesellschaft für Erziehungswissenschaften
- Mitglied im Bundesverband der Erziehungswissenschaftlerinnen und Erziehungs-wissenschaftler
- Mitglied in der null European Educational Research Association
- Mitglied in der European Society for Research on the Education of Adults.

## Veröffentlichungen (Auswahl)
- A. Grotlüschen u. a.: Adults with Low Proficiency in Literacy or Numeracy. In: OECD Education Working Papers. No. 131, OECD Publishing, Paris 2016.
- A. Grotlüschen: Politische Grundbildung – Theoretische und empirische Annäherungen. In: Zeitschrift für Weiterbildungsforschung – Report. 39 (2), 2016, S. 183–203.
- A. Grotlüschen: Literacy level I and below versus literacy level IV and above. In: Zeitschrift für Weiterbildungsforschung – Report. 39 (2) 2016, S. 255–270.
- A. Grotlüschen, E. Haberzeth: Rechtliche Grundlagen der Weiterbildung. In: R. Tippelt, A. von Hippel (Hrsg.): Handbuch Erwachsenenbildung/Weiterbildung. 6. Auflage. VS-Verlag, Wiesbaden 2016.
- W. Riekmann, K. Buddeberg, A. Grotlüschen: Das mitwissende Umfeld von Erwachsenen mit geringen Lese- und Schreibkompetenzen. Ergebnisse aus der Umfeldstudie. Waxmann, Münster 2016.
- A. Grotlüschen: Zur Größenordnung des funktionalen Analphabetismus in Deutschland. Münster 2016.
- A. Grotlüschen, D. Zimper: Literalitäts- und Grundlagenforschung. Waxmann, Münster 2015.
- A. Grotlüschen, W. Riekmann: Funktionaler Analphabetismus in Deutschland. Ergebnisse der ersten leo. – Level-One Studie. Waxmann, Münster 2012.
- S. Möller, C. Zeuner, A. Grotlüschen: Die Bildung der Erwachsenen. Perspektiven und Utopien. Für Peter Faulstich zum 65. Geburtstag. Juventa Verlag, Weinheim 2011.
- A. Grotlüschen: Erneuerung der Interessetheorie. Die Genese von Interesse an Erwachsenen- und Weiterbildung. VS Verlag für Sozialwissenschaften, Wiesbaden 2010.
- A. Grotlüschen, F. Bonna: German-language Literature Review, Teaching, Learning and Assessment for Adults: Improving Foundation Skills. OECD Publishing, Paris 2008.
- A. Grotlüschen: Widerständiges Lernen im Web - virtuell selbstbestimmt? Eine qualitative Studie über E-Learning in der beruflichen Erwachsenenbildung. Waxmann, Münster 2003.